# Idiolispa villosa
Idiolispa villosa är en stekelart som beskrevs av Mao-Ling Sheng 2000. Idiolispa villosa ingår i släktet Idiolispa och familjen brokparasitsteklar. Inga underarter finns listade i Catalogue of Life.